# Viggianiella tropica
Viggianiella tropica är en stekelart som beskrevs av Pinto 2006. Viggianiella tropica ingår i släktet Viggianiella och familjen hårstrimsteklar.
Artens utbredningsområde är Colombia. Inga underarter finns listade i Catalogue of Life.